# Набуко (опера)
Набуко (итал. Nabucco), опера, drama lirico у четири дела Ђузепеа Вердија

## Либрето
Темистокле Солера (Temistocle Solera) према драми Nabuchodonosor
Аугуста Ансје-Буржуа (Auguste Ancie-Bourgeois) и Франсиса Корнуа (Francis Cornu), као и према балету Nabucodonosor Антонија Кортезија (Antonio Cortesi.

## Праизведба
- 9. март 1842., Милано у Teatro alla Scala

## Ликови и улоге
Набуко (Nabucco), вавилонски краљ - баритон

Исмаел (Ismaele), рођак јерусалимског краља Седекије - тенор

Закарија (Zaccharia), јеврејски првосвештеник - бас

Абигаела (Abigaille), ћерка Набука и робиње - сопран

Фенена (Fenenna), Набукова ћерка - сопран/мецосопран

Абдало (Abdallo), Набуков војсковођа - тенор

Врховни свештеник бога Баала (Sacerdote di Belo) - бас

Ана (Anna), Закаријина сестра - сопран

Вавилонска и јеврејска војска, Јевреји, Левити, Девице, вавилонски дворјани, стража и војска на вавилонском двору, маги (вавилонски свештеници), народ (хор)

## Место и време
Јерусалим и Вавилон, 587—586. п. н. е. 

### I део „Јерусалим"
Соломонов Храм. Јевреји се моле Богу да их заштити од надируће вавилонске војске. Првосвештеник Закарија доводи таоца, Фенену, ћерку вавилонског краља Набука. Он очајном народу враћа веру у Бога, говорећи им да нико није изгубио ко је у бој ишао са вером у Њега. Закарија поверава Фенену Исмаелу и сви одлазе да бране Храм и Јерусалим. Фенена и Исмаел остају сами. Фенена је једном ослободила Исмаела из заробљеништва у Вавилону и кренула за њим у Јерусалим. Он жели да јој се одужи и да је ослободи, али у том тренутку у Храм улази Абигаела са својом пратњом, сви преобучени у Јевреје. Она је такође заљубљена у Исмаела и нуди му да спасе његов народ ако се ожени са њом. Он то одбија и она жели да му се освети. У Храм беже остаци јеврејске војске и народ пред Набуком који тријумфално ујахује у храм. Закарија прети да ће убити Фенену, али га Исмаел у томе спречи. Набуко заробљава Јевреје који проклињу Исмаела и одводи их у ропство, а Храм и Јерусалим су у пламену.

### II део „Неверник"
- Сцена

Одаје у палати у Вавилону. Набуко је поставио Фенену за регента док је он у рату. Абигаела је нашла документ који доказује да иако је прворођена ћерка Набука, неће она наследити престо, већ Фенена, пошто јој је мајка робиња. Она је скрхана том чињеницом. Улазе Свештеник и Маги и саопштавају јој да Фенена планира да ослободи јеврејски народ. Он јој предлаже да преотме престо и спречи је. Они су већ проширили гласине да је Набуко пао у борби и народ зове Абигаелу да влада. Она види прилику да поврати сјај Вавилону и Асирији и креће да са Свештеником и Магима свргне Фенену.
- Сцена II

Дворана у палати. Фенена је дошла код Закарије да је преобрати у јеврејску веру. Закарија се моли Богу да ускоро дође време када ће Храм бити обновљен и безбожнички идоли уништени. Левити се окупљају на молитву када долази Исмаел. Они га проклињу, а он их моли за милост. Уто улази Ана и зауставља их јер је Фенена сада Јеврејка, и он није починио злочин. Абигаела долази и тражи круну од Фенене. Она одбија да јој је да, али у том тренутку се Набуко враћа из борбе. Узима круну и осуђује како своју ћерку што је издала свој народ, тако и превртљиве Маге. У свом лудом поносу, он себе проглашава за Бога, на шта га удари муња са неба. Он губи разум, а Абигаела користи прилику да приграби круну и престо.

### III део „Пророчанство"
- Сцена I

Висећи вртови. Око Абигаеле је окупљено племство и сви јој одају почаст. Врховни Свештеник јој доноси указ којим се осуђују Јевреји и Фенена на смрт. Набуко, помућена ума, долази и затиче Абигаелу на престолу. Она га убеђује да је то у интересу царства и наводи га да потпише указ. Он то чини и Свештеник одлази са указом. Набуко тада схвата да је осудио и своју ћерку и преклиње Абигаелу да је спасе. Он јој прети да ће открити њено порекло, али Абигаела уништава документ и сада је једини доказ реч једног полуделог старца.
- Сцена 2

На обалама Еуфрата. Јеврејски народ зна да му се спрема смрт и оплакују изгубљену земљу коју никада више неће видети (Хор Јеврејских робова). Долази Закарија и прориче да неће умрети, већ да ће се Јудејски Лав поново уздићи, а да од Вавилона камен на камену неће остати и да ће их Бог спасити. Они у овим речима виде нову наду.

### IV део „Свргнути Идол"
- Сцена I

Набукове одаје у палати. Набуко је заробљен у сопственим одајама и са прозора види како јевреје и Фенену воде на губилиште. У очајању он се баца на колена и моли јеврејском Богу да му помогне, а за узврат ће он ослободити Јевреје и поново подићи Храм. Разум му се враћа и он креће ка вратима. Упада Абдало са вреним војницима и са Набуком крећу да зауставе џелате.
- Сцена II

Јевреји су скупљени пред кипом бога Баала да буду ритуално жртвовани. Фенена се моли Богу да се све брзо заврши. Улази Набуко са војском и ослобађа их. Кип Баала пада у прах. Сви у томе виде Божју вољу. Долази Абигаела која се отровала и видевши моћ јеврејског Бога, моли оца и сестру за опрост, а Бога да јој се смилује. Она умире, а Закарија у име Јехове проглашава Набука краљем.

## Познате музичке нумере
- Увертира
- Закаријина каватина D'Egitto la sui lidi (Кад у Мисиру) (I део)
- Абигаелина арија Anch'io dischiuso un giorno (И ја сам некад давно) (II део)
- Закаријина молитва Tu sull'labro de vegenti (Нека зборе уста моја) (II део)
- Финале II дела S'apressan gl'istanti (Тренутак још само)
- Хор јевреја Va pensiero (Пођи мисли) (III део)
- Закаријино пророчанство Oh! Chi piange? (О! Ко плаче?) (III део)
- Набукова арија Dio di Giuda (Боже Јудеје) (IV део)